# Patrizia Webley
Patrizia Webley, pseudonimo di Patrizia De Rossi (Roma, 1º dicembre 1950), è un'attrice italiana.

## Biografia
Inizia la sua carriera come attrice in commedie di genere sexy ed erotiche, nel 1975 con il film Gli angeli dalle mani bendate con Rossano Brazzi, in seguito partecipa a film come La sanguisuga conduce la danza, Movie Rush - La febbre del cinema, La ragazza alla pari e Classe mista, tra gli altri. Inoltre fa una comparsa in Salon Kitty. 
Dai primi anni ottanta si ritira dalle scene: la sua ultima apparizione è datata 1981 con la miniserie L'isola del gabbiano.

## Filmografia

### Cinema
- La sanguisuga conduce la danza, regia di Alfredo Rizzo (1975)[3]
- Giro girotondo... con il sesso è bello il mondo, regia di Oscar Brazzi (1975)
- Gli angeli dalle mani bendate, regia di Oscar Brazzi (1975)
- Salon Kitty, regia di Tinto Brass (1975)
- Movie Rush - La febbre del cinema, regia di Ottavio Fabbri (1976)
- La ragazza alla pari, regia di Mino Guerrini (1976)
- Classe mista, regia di Mariano Laurenti (1976)[3]
- Gola profonda nera, regia di Guido Zurli (1976)
- Le calde notti di Caligola, regia di Roberto Bianchi Montero (1977)[4]
- La vergine, il toro e il capricorno, regia di Luciano Martino (1977)
- Il letto in piazza, regia di Bruno Gaburro (1977)
- La sorprendente eredità del tontodimammà, regia di Roberto Bianchi Montero (1977)
- La via della droga, regia di Enzo G. Castellari (1977)
- Play Motel, regia di Mario Gariazzo (1979)
- Malabimba, regia di Andrea Bianchi (1979)[3]
- Tre sotto il lenzuolo, regia di Michele Massimo Tarantini e Domenico Paolella (1979)
- Un'ombra nell'ombra, regia di Pier Carpi (1979)
- Il lupo e l'agnello, regia di Francesco Massaro (1980)

### Televisione
- L'assassino ha le ore contate, regia di Fernando Di Leo – miniserie TV (1981)
- L'isola del gabbiano (Seagull Island), regia di Nestore Ungaro – miniserie TV (1981)